# Strašidelná sonáta
Práci na Strašidelné sonátě (Spöksonaten, 1907, překládána někdy také jako Sonáta duchů nebo Sonáta příšer), v pořadí třetí komorní hře, zahájil Strindberg na konci února 1907. Začátkem března téhož roku byl již hotov. Název si vypůjčil z Beethovenových skladeb Gespenstersonate (klavírní sonáta d moll, opus 31) a Gester-Trio (klavírní trio D dur, opus 70). Celý cyklus komorních her, mezi který spadá, vznikl mezi lednem a červnem 1907. Patří mezi ně Bouřka, Spáleniště, Strašidelná sonáta a Pelikán. Ve hrách Strašidelná sonáta a Pelikán Strindberg bez milosti odhaluje úpadek mravů stavovského prostředí Stockholmu na přelomu devatenáctého a dvacátého století. Komorní hry představují autorovo poslední dramatické vypětí.

## Postavy
K nejdůležitějším postavám hry patří Ředitel Hummel, stařec; Student Arkenholz; Plukovník; Mumie, Plukovníkova žena; Plukovníkova dcera, ve skutečnosti Starcova dcera; Johansson, Hummelův sluha; a Bengtsson, Plukovníkův sluha.

## Děj
Hra je rozdělena do tří scén. První dvě tvoří celistvý příběh, poslední, třetí scéna je jakýmsi pohledem do budoucnosti postav.
Ve Strašidelné sonátě probíhá demystifikační proces formou návštěvy domu, kam byl hrdina hry, označený jako Student, pozván domnělým ředitelem Hummelem. Ten chce Studenta provdat za svou nepřiznanou dceru, Slečnu, která žije v domnění, že je dcerou Plukovníka. Ředitel Hummel je postaven do role jakéhosi soudce nad ostatními aktéry dramatu. Na konci druhého dějství se situace obrací a Plukovníkova manželka Mumie, která žije již dlouhou dobu zavřená domě, z nějž nevychází, obviní Ředitele z vydírání a vraždy. Odsouzeným se stává Hummel, odchází za černou plentu, kde symbolicky umírá. Třetí dějství je dlouhým dialogem mezi Studentem a Slečnou. Odehrává se v pokoji s hyacinty. Tématem rozhovoru je nesmyslnost a nemožnost lidského soužití.
Hra končí kolapsem ve všech rovinách, pro lidi i pro realistické drama. Skutečnost spektakulárně ustoupí snu a pokojnému posmrtnému životu.

## Ohlasy a kritika
Text hry vyšel tiskem poprvé v lednu 1908 v souvislosti s její předpremiérou v Intimním divadle (Intima teatern), která se konala 21. ledna. Tuto inscenaci přijala kritika převážně odmítavě, postupně si však Strašidelná sonáta vydobyla své místo na švédských a světových scénách.

## České překlady
- Sonáta duchů - Radko Kejzar (1973)[4]
- Strašidelná sonáta - Zbyněk Černík (1951)[1]

## Česká uvedení
- Pražské Intimní divadlo, Praha, 1922, režie: Jan Bor.[1]
- Divadlo Komedie, Praha, 1995, režie: Jan Nebeský.[5]
- AMU DISK Divadelní studio DAMU, Praha, 2005, režie: Tamara Pomoriški.[5]